# Karel Frederik van Hohenzollern-Sigmaringen (1724-1785)
Karel Frederik van Hohenzollern-Sigmaringen (Sigmaringen, 9 januari 1724 - Krauchenwies, 20 december 1785) was van 1769 tot aan zijn dood vorst van Hohenzollern-Sigmaringen. Hij behoorde tot het huis Hohenzollern-Sigmaringen.

## Levensloop
Karel Frederik was de oudste zoon van vorst Jozef Frederik Ernst van Hohenzollern-Sigmaringen en diens eerste echtgenote Maria Francisca van Oettingen-Spielberg, dochter van vorst Frans Albrecht. Hij werd opgeleid in Sigmaringen en München en studeerde aan de Universiteit van Göttingen en aan de Universiteit van Ingolstadt. Daarna maakte hij een grand tour door Duitsland, Oostenrijk en Italië.
Na het einde van zijn grand tour bezocht hij zijn familieleden in de Republiek der Zeven Verenigde Nederlanden. Daar leerde hij zijn latere echtgenote Johanna (1727-1787) kennen, de dochter van zijn oom, graaf Frans Willem van den Bergh-Hohenzollern-Sigmaringen. Op 2 maart 1749 huwde hij Johanna, die de erfgename van het graafschap van den Bergh 's-Heerenberg was. Het huwelijk was niet enkel uit politieke redenen gesloten; Karel Frederik voelde een diepe genegenheid tegenover zijn echtgenote. Na het huwelijk verbleef hij grotendeels op de Nederlandse landgoederen van zijn schoonfamilie.
In de Zevenjarige Oorlog koos Karel Frederik de zijde van Maria Theresia van Oostenrijk tegen koning Frederik II van Pruisen. In 1763 diende hij in een ruiterregiment, dat onderdeel was van de troepen van de Zwabische Kreits. Dit regiment vocht met veel inzet tegen de door Friedrich Wilhelm von Seydlitz aangevoerde Pruisische cavalerie.
In 1769 volgde hij zijn vader op als vorst van Hohenzollern-Sigmaringen. Zijn militaire activiteiten hadden nagenoeg geen uitwerkingen op zijn vorstendom, waardoor hij zich kon inzetten voor de economische ontwikkeling. Ook was hij aartskamerheer van het Heilige Roomse Rijk en generaal-veldmaarschalk-luitenant van de Zwabische Kreits. Bovendien had hij een grote passie voor de jacht. In december 1785 stierf hij op 61-jarige leeftijd.

## Nakomelingen
Karel Frederik en zijn echtgenote Johanna kregen twaalf kinderen:
- Frederik (1750-1750)
- Johan (1751-1751)
- Anton (1752-1752)
- Fidelis (1752-1753)
- Maria (1754-1755)
- Joachim (1755-1756)
- Jozef (1758-1759)
- Frans (1761-1762)
- Anton Alois (1762-1831), vorst van Hohenzollern-Sigmaringen
- Carolina (1763-1763)
- Johanna Francisca (1765-1790), huwde in 1781 met vorst Frederik III van Salm-Kyrburg
- Maria Creszentia (1766-1844), huwde in 1807 met graaf Frans Xaver Nicolaas Fischler van Treuberg